# Батовка
Батовка — хутор в Богучарском районе Воронежской области.
На текущее время данный населённый пункт входит в состав Первомайского сельского поселения.

## Население
| 2000 | 2005 | 2010 |
| ---- | ---- | ---- |
| 146  | ↘144 | ↘139 |

## География

### Улицы
- ул. Авиаторов,
- ул. Садовая,
- ул. Школьная.